# 당신과 찬양을
당신과 찬양을, 이현정입니다는 대한민국의 방송국 기독교대구방송의 라디오 채널 대구CBS 표준FM에서 월요일부터 금요일까지는 오전 11시 5분부터 낮 12시 30분까지 방송되는 찬양 음악전문 라디오 프로그램이다.

## DJ
- 이현정 아나운서

## 같이 보기
- 대구CBS 표준FM
- 기독교대구방송